# FC Viena
El FC Viena es un equipo de fútbol de Austria que juega en la 3. Klasse Viena.

## Historia
Fue fundado el 18 de enero de 1914 en la capital Viena con el nombre SC Nicholson en homenaje a Mark Nicholson, el gran pionero del fútbol de Austria. En 1928 juega por primera vez en la Bundesliga de Austria como campeón de la segunda categoría, y cambia su nombre por el de FC Viena en 1933.
El club pasó un total de 27 temporadas en la primera categoría de Austria entre 1928 y 1958, el último año en el que el club estuvo en la élite nacional hasta desaparecer en 1973 por dificultades económicas, donde logró un subcampeonato nacional en la temporada de 1941/42.
El club fue refundado diez años después en la división más baja del fútbol austriaco, en 1992 se fusiona con el SV Peter Bus y asciende a la primera división de Viena en ese año hasta que vuelve a desaparecer en 2006 al fusionarse con el FC 1980 Wien Sisyphos y pasa a ser FC 1980 Wien.
En 2007 el club vuelve a ser refundado como un equipo deportivo y de ocio participando en la división más baja de Austria.

## Palmarés
- Segunda Liga de Austria: 1

1928
- Bezirksklasse Wien A: 1

1939